# Prédio da Alfândega
O prédio da Alfândega do município de Rio Grande está situado no centro histórico dessa cidade.

## Contexto anterior
A Provedoria Privativa foi fundada em 19 de novembro do ano de 1749, divulgava os proventos da colônia à Coroa Real. Com a extinção da mesma por meio da Carta Régia, em 14 de julho de 1802, surgindo uma junta de Fazenda para gerenciar e angariar tributos para a Coroa Real, sendo o ministro da fazenda da Coroa Portuguesa, na época, o Visconde de Rio Branco e o governador do Rio Grande de São Pedro Paulo José da Silva Gama.
Nas Publicações do Arquivo Público Nacional, há correspondências da Corte Portuguesa com os Vices-reis do Brasil, a ordem para formar a Alfândega para então chamada capitania do Rio Grande de São Pedro e para Santa Catarina no dia 15 de julho de 1800.
Dessa maneira, a Alfândega de Rio Grande foi criada por carta régia de 15 de julho de 1804 e instalada em 1.º de outubro de 1804, a fim de administrar as rendas públicas da chamada Vila do Rio Grande de São Pedro, conduzidas por comissário de mostras, uma espécie de administrador, que prestava contas à Provedoria da Fazenda Real, localizada no Rio de Janeiro.

## Atual prédio
Após ocupar dois prédios temporários (1804-1832 e 1832-1879), houve a inauguração - após quatro anos de construção - do atual prédio em estilo neoclássico, construído sob ordens de Ministro da Fazenda Visconde de Rio Branco e do Imperador D. Pedro II, como consta na sua fachada ainda hoje.[carece de fontes?]
O Prédio da Alfândega foi tombado, como patrimônio histórico em 22 de agosto de 1967, pelo Instituto do Patrimônio Histórico e Artístico Nacional (Iphan)  e exerceu seu oficio até o ano de 1969, logo depois, funcionou no local a Secretaria da Receita Federal, e, estabelecendo, também, a Delegacia da Receita Federal do Rio Grande que absorveu as atribuições e as repartições da Alfândega.
Após uma restauração, nas décadas de 1970 e 1980, o prédio da Alfândega recebeu dependências, atualmente, destinadas à Receita Federal e ao Museu Histórico da Cidade do Rio Grande.